# 2-я танковая дивизия СС «Рейх»
2-я танковая дивизия СС «Рейх» (нем. 2. SS-Panzerdivision "Das Reich", до 25 февраля 1941 года называлась Дивизия усиления СС (нем. SS-Verfügungsdivision)) — тактическое соединение войск СС нацистской Германии. Была образована 9 октября 1939 года путём объединения «частей усиления СС» (нем. SS-Verfügungstruppen) с частью соединения СС «Мёртвая голова». Первый командир — группенфюрер CC Пауль Хауссер. Дивизия занимает 1-е место среди частей войск СС по числу награждённых Рыцарским крестом Железного креста.

## История соединения

### Дивизия усиления СС
Весной 1935 года на основе взводов политического усиления были созданы части усиления СС. К началу войны в рядах частей усиления СС было создано три пехотных полка и ряд вспомогательных частей. В польской кампании в сентябре 1939 участвовало два пехотных полка, разведывательный батальон и артиллерийский дивизион, а также подразделение связи СС. Полк «Германия» был придан 14-й армии, а остальные части — танковой дивизии «Кемпф». Полк СС «Дойчланд» стал резервной частью 14-й армии под командованием генерала Листа. Помимо этого сапёрный батальон СС с группой солдат полка СС «Лейбштандарт» был придан 10-й армии фон Рейхенау. Полк СС «Фюрер» во время всей кампании держался в особом резерве и не принимал активного участия в боях. В польской кампании части СС достигли весьма скромных военных успехов.
9 октября 1939 года на полигоне Броди-Вальд около Пильзена начала своё формирование дивизия усиления СС. В состав дивизии вошли мотопехотные полки «Дойчланд», «Германия» и «Дер Фюрер», а также артиллерийский полк СС, разведывательный батальон СС, противотанковый дивизион СС, сапёрный батальон, зенитный дивизион СС и другие подразделения. Командиром дивизии становится опытный группенфюрер СС Пауль Хауссер. В декабре 1939 года новая дивизия передислоцировалась в Вюрцбург, а в январе 1940 года в Мюнстер. Общая численность дивизии усиления СС составляла 21 005 солдат и офицеров. После завершения переформирования дивизия усиления участвовала весной 1940 года в голландской операции и во французской кампании. Полк «Фюрер», приданный на время «Лейбштандарту», 10 мая переправился через Иссель и начал быстро продвигаться к Утрехту. 11 — 12 мая дивизия продолжала сражаться в Брабанте, а затем участвовала в преследовании отступающих к побережью союзников. В конце мая дивизия участвовала в боях за Аррас и Мервиль силами полка «Дойчланд». К концу мая дивизия потеряла более 2 000 человек и была отведена в Камбре. Однако уже 6 июня части дивизии вновь начали наступление, перейдя Сомму. В середине июня она участвовала в разгроме отрезанных французских частей у Шатильона, после чего была отправлена в Бордо. После окончания боёв на Западе дивизию в начале июля 1940 года передислоцируют в район Гааги.
В июле 1940 года части дивизии начали подготовку к участию в десантной операции «Морской лев». 12 октября подготовка к высадке в Англии, была отменена, и дивизия начала готовиться к восточному походу.

### Дивизия СС «Рейх»
28 января 1941 года происходит переформирование дивизии усиления СС в моторизованную дивизию СС «Рейх» (SS-Division «Reich» (mot.)) (в русскоязычных источниках также «Райх»; связано с разночтением в немецком языке написания буквенного сочетания «ei» и его произношения [ай]). После переворота в Югославии, дивизия была отправлена на Балканы.
В марте 1941 года происходит передислокация через Бельфор — Шварцвальд в район Донауэшинген. Через Браунау солдаты вступают в Венгрию и Румынию. Дивизия получает приказ 11 апреля 1941 года нанести из района Денты удар в направлении Белграда, чтобы захватить мосты через Дунай. Вечером 12 апреля 1941 гауптштурмфюрер СС Фриц Клингенберг во главе разведывательного дозора дивизии «Рейх» занял столицу королевства Югославия и официально (в присутствии германского дипломатического лица) принял ключи от города у мэра Белграда. 18 апреля 1941 года Югославия капитулирует. После окончания кампании дивизия была отправлена сначала в Австрию, а затем в Польшу.
10 июня 1941 года дивизия СС «Рейх» перемещается в район Пулавы — Люблин. С началом войны против СССР дивизия входила в состав 46-го моторизованного корпуса 2-й танковой группы группы армий «Центр». Для участия в операции «Барбаросса» дивизия была пополнена людьми и техникой и стала одним из самых мощных соединений в германских вооружённых силах. Дивизия имела в своём составе 19 020 солдат и офицеров.
С июня по ноябрь 1941 г. дивизия СС «Рейх» находилась в составе 2-й танковой группы генерала Гудериана. Дивизия наступала южнее Минска, переправилась через Днепр у Могилёва, принимала участие в боях у Ельни. Затем вместе с другими соединениями 2-й танковой группы дивизия повернула на юг навстречу 1-й танковой группе для окружения большой советской группировки Юго-Западного фронта восточнее Киева и 18 сентября дошла до Прилук. Затем дивизия СС «Рейх» была переброшена на центральный участок Восточного фронта для наступления на Москву. Сражалась у Можайска, Бородино и в районе Истры. В конце ноября 1941 г. подразделения дивизии «Рейх» находились всего в нескольких десятках километров от Москвы, однако декабрьское наступление Красной армии заставило дивизию СС «Рейх» вместе с другими соединениями группы армий «Центр» начать отступление. К началу зимы она потеряла 60 % личного состава. С декабря 1941 г. до начала марта 1942 г. дивизия СС «Рейх» вела оборонительные бои в районах Истры, Рузы и Ржева.
В середине января 1942 года дивизия участвовала в боях в районе Гжатска. В начале следующего месяца она действовала к северо-западу от Ржева, а потом участвовала в боях за Тарутино, Паново и Нелидово. В середине апреля дивизия была отправлена в Германию для пополнения.
Боевые операции 1941—1942 гг.:
- Смоленское сражение
- С 1942 года вела бои в районе Ржева.

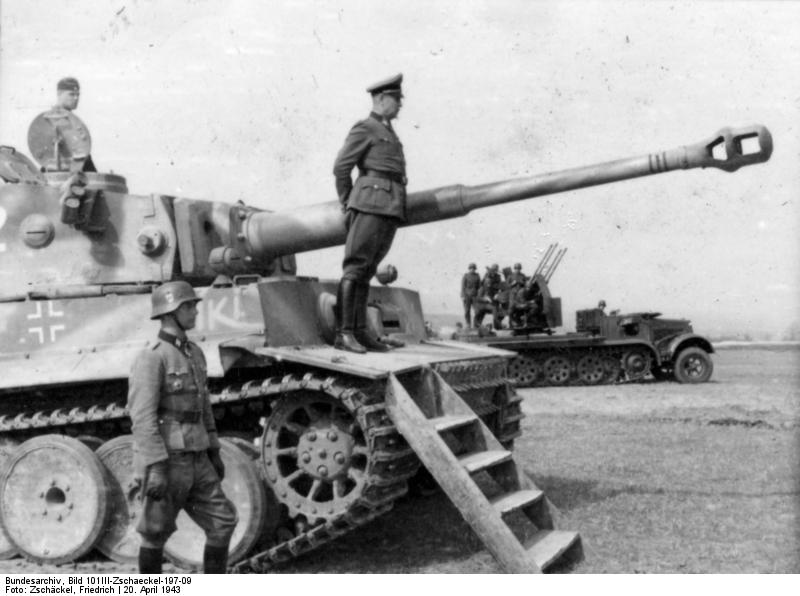
20 апреля 1943 года, СССР. Вальтер Крюгер на церемонии вручения Рыцарского креста после третьей битвы за Харьков

В начале июля 1942 года она была переброшена в северо-западную Францию. В ноябре дивизия участвовала в оккупации южной части Франции, затем несла гарнизонную службу. Переименована с ноября 1942 года в Нормандии в танково-гренадерскую дивизию СС «Рейх» (SS-Panzergrenadier-Division «Das Reich»).
С февраля 1943 года на южном участке Восточного фронта (Третья битва за Харьков). Середина февраля 1943 года: тяжёлые оборонительные бои на участке Новосветловка — Самсоновка: дивизия СС «Рейх», совместно с 335-й пехотной и 7-й танковой дивизиями вермахта, противостояла 243-й стрелковой дивизии 3-й гвардейской армии (под командованием генерала Д. Д. Лелюшенко). После вторичного взятия Харькова в середине марта 1943 года дивизия получила краткий отдых.
Подразделения дивизии участвовали в карательных операциях на оккупированных территориях.
В начале июля она участвовала в операции «Цитадель», её подразделения сражались за Белгород и участвовали в боях с 5-й гвардейской танковой армией генерала Ротмистрова под Прохоровкой. 13 июля проведение операции «Цитадель» было остановлено, и части дивизии начали перебрасываться на Миусский участок фронта, в подчинение 1-й танковой армии.
По прибытии части дивизии были отправлены в наступление у реки Миус. В начале августа части «Рейха» были вновь отправлены в район Харькова, где в течение девяти дней дивизия участвовала в оборонительном сражении за город. Отступая на запад, дивизия участвовала в боях у Белой Церкви, Фастова, Радомышля, Житомира и Бердичева.
22 октября 1943 года соединение было переименовано во 2-ю танковую дивизию СС «Рейх» (2. SS-Panzer-Division «Das Reich») (фактически, ещё до переименования соответствовала штату танковой дивизии). К концу 1943 года дивизия была полностью истощена. По этой причине все боеспособные чины были сведены в боевую группу «Ламмердинг», оставшуюся на фронте. Остальная часть дивизии была в середине декабря 1943 года отправлена на восстановление в Германию, а в феврале 1944 года в южную Францию.
Боевая группа СС «Ламмердинг» была сосредоточена в районе Житомир — Бердичев, находясь в подчинении 42-го армейского корпуса. Группа участвовала в боях у Шепетовки, Ямполя и Проскурова. Затем ей чудом удалось не попасть в Каменец-Подольский котёл. Понёсшая в ходе боёв большие потери группа была отправлена во Францию, где остальная часть дивизии заканчивала восстановление и участвовала в борьбе с французским сопротивлением.
После высадки союзников в Нормандии дивизия начала движение навстречу англо-американцам. Во время движения она несколько раз была атакована Сопротивлением и потеряла в перестрелках около пятидесяти человек. С 11 июня 1944 года дивизия участвовала в боях уже непосредственно с войсками союзников. Она участвовала в боях за Сент-Ло, Вир и Мортен. Затем дивизия отошла в район юго-западнее Аржантана. После обороны у Аржантана она отошла в Эврё, а затем к Сене. К концу августа дивизия, понёсшая огромные потери (к примеру, в 4-м полку СС осталось всего 120 человек), отошла в район Куси. Из Куси остатки дивизии продолжили отступление к границам Германии. Разбитые остатки дивизии были собраны в районе Айфеля и переформированы в одну боевую группу.
Несмотря на отсутствие времени для восстановления, группа была включена в состав 6-й танковой армии СС и начала готовиться к Арденнскому наступлению. 18 января боевая группа дивизии получила приказ отбыть на Восточный фронт. В феврале пополненная группа была расположена в районе Рабы. В начале марта дивизия сражалась у Секешфехервара, а затем у канала Сарвиз. К 15 марта частям дивизии удалось прорваться к Дунаю. На следующий день уже части Красной армии перешли в наступление. Части «Рейха» под напором советских войск откатились на территорию Австрии.
В начале апреля 1945 года остатки дивизии отступили к Вене, где им была поручена оборона предместий Донауинзель и Флоридсдорф. После нескольких дней кровопролитных боёв 13 апреля немецкие войска были выбиты из Вены. В апреле 1945 года дивизия отступила в Чехию, в мае 1945 года сдалась американским войскам в Австрии.

## Состав

### 27 октября 1942
- Управление дивизии:
  - 1 моторизованная картографическая секция
  - 1 моторизованная штабная рота
    - 1 лёгкая пулемётная секция (6 ручных пулемётов)
    - 1 тяжёлая пулемётная секция (4 станковых пулемёта)
    - 1 миномётная секция (2 81-мм миномёта)
    - 1 секция пехотных орудий (2 75-мм орудия)
    - 1 противотанковая секция (4 37-мм орудия)
    - 1 мотоциклетная секция (8 ручных пулемётов)
    - 1 артиллерийская секция (3 75-мм орудия)
- Танковый полк СС «Рейх»:
  - Управление полка
  - 1—3-й танковые батальоны, в каждом:
    - 1 рота тяжёлых танков («Тигры» или «Пантеры»)
    - 1 рота средних танков
    - 2 роты лёгких танков
    - 1 лёгкая моторизованная колонна снабжения

  - 1 сапёрная рота (на полугусеничных БТР) (2 огнемёта & 18 ручных пулемётов)
  - 1 танковая ремонтная рота
- 1-й моторизованный полк:
  - Управление полка:
    - 1 взвод связи
    - 1 мотоциклетный взвод (6 ручных пулемётов)
    - 1 моторизованный противотанковый взвод (3 50-мм Pak 38 и 3 ручных пулемёта)

  - 1—2-й моторизованные батальоны, каждый с:
    - 3 моторизованные пехотные роты (18 ручных пулемётов, 4 станковых пулемёта, 2 50-мм миномёта и 2 огнемёта на каждую)
    - 1 рота тяжёлого вооружения:
      - 1 миномётный взвод (6 81-мм миномётов)
      - 1 противотанковый взвод (3 50-мм Pak 38 и 3 ПТР)
      - 1 секция пехотных орудий (4 75-мм орудия)

  - 3-й механизированный батальон (на полугусеничных БТР):
    - 3 механизированные пехотные роты (18 ручных пулемётов, 4 станковых пулемёта, 2 50-мм миномёта и 2 огнемёта на каждую)
    - 1 рота тяжёлого вооружения:
      - 1 миномётный взвод (6 81-мм миномётов)
      - 1 противотанковый взвод (3 50-мм Pak 38 и 3 ПТР)
      - 1 секция пехотных орудий (4 75-мм орудия)

  - 1 моторизованная батарея пехотных орудий (4 150-мм орудия)
  - 1 самоходная зенитная батарея (12 20-мм орудий)
  - 1 мотоциклетная рота (2 81-мм миномёта, 4 станковых пулемёта, 18 ручных пулемётов и 3 50-мм Pak 38)
  - 1 моторизованная сапёрная рота (18 ручных пулемётов и 2 огнемёта)
- 2-й моторизованный полк:
  - Управление полка:
    - 1 моторизованный взвод связи
    - 1 мотоциклетный взвод (6 ручных пулемётов)
    - 1 моторизованный противотанковый взвод (3 50-мм PAK и 2 ручных пулемёта)

  - 1—3-й моторизованные батальоны, в каждом:
    - 3 моторизованные пехотные роты (18 ручных пулемётов, 4 станковых пулемёта, 2 50-мм миномёта и 2 огнемёта на каждого)
    - 1 рота тяжёлого вооружения:
      - 1 миномётный взвод (6 81-мм миномётов)
      - 1 противотанковый взвод (3 50-мм Pak 38 и 3 ПТР)
      - 1 секция пехотных орудий (4 75 мм орудия)

  - 1 моторизованная батарея пехотных орудий (4 150-мм орудия)
  - 1 самоходная зенитная батарея (12 20-мм орудий)
  - 1 мотоциклетная рота (2 81-мм миномёта, 4 станковых пулемёта, 18 ручных пулемётов и 3 50-мм Pak 38)
  - 1 моторизованная сапёрная рота (18 ручных пулемётов и 2 огнемёта)
- Моторизованный полк СС «Лангемарк»:
  - Штабная секция
  - 1 моторизованная рота тяжёлого вооружения:
    - 1 мотоциклетный взвод (6 ручных пулемётов)
    - 1 взвод связи
    - 1 взвод пехотных орудий (4 75-мм орудия)
    - 1 противотанковый взвод (3 50-мм PAK и 2 ручных пулемёта)
    - 1 лёгкая бронеавтомобильная колонна снабжения

  - 1-й моторизованный батальон:
    - 1 моторизованная штабная секция
    - 1 бронеавтомобильная рота
    - 1 моторизованная рота тяжёлого вооружения 
      - 1 сапёрный взвод (4 ручных пулемёта)
      - 1 противотанковый взвод (3 50-мм PAK и 3 ручных пулемёта)
      - 1 секция пехотных орудий (2 75 мм орудия)

    - 1 моторизованная пулемётная рота (12 станковых пулемётов и 6 81-мм миномёты)
    - 2 моторизованные пехотные роты (18 ручных пулемётов, 4 станковых пулемёта, 2 81-мм миномёта и 3 ПТ-винтовки на каждую)

  - 2-й моторизованный батальон:
    - 1 моторизованная штабная секция
    - 1 бронеавтомобильная рота
    - 1 моторизованная рота тяжёлого вооружения:
      - 1 сапёрный взвод (4 ручных пулемёта)
      - 1 противотанковый взвод (3 50-мм PAK и 3 ручных пулемёта)
      - 1 секция пехотных орудий (2 75 мм орудий)

    - 1 моторизованная пулемётная рота (12 станковых пулемётов и 6 81-мм миномётов)
    - 2 моторизованные пехотные роты (18 ручных пулемётов, 4 станковых пулемёта, 2 81-мм миномёта и 3 ПТ-ружья на каждую)
- Артиллерийский полк СС «Рейх»:
  - 1 моторизованный штабной взвод
  - 1 моторизованный наблюдательный взвод
  - 1-й гаубичный артиллерийский дивизион:
    - 1 моторизованный штабной взвод
    - 3 батареи (4 105-мм орудия lFH 18 и 6 ручных пулемётов на каждую)

  - 2-й гаубичный артиллерийский дивизион:
    - 1 моторизованный штабной взвод
    - 3 батареи (4 105-мм орудия lFH 18 и 6 ручных пулемётов на каждую)

  - 3-й гаубичный артиллерийский дивизион:
    - 1 моторизованный штабной взвод
    - 3 батареи (4 105-мм орудия lFH 18 и 6 ручных пулемётов на каждую)

  - 4-й гаубичный артиллерийский дивизион:
    - 1 моторизованный штабной взвод
    - 2 батареи (4 150-мм орудия sFH 18 и 6 ручных пулемётов на каждую)
    - 1 батарея (4 100-мм орудия и 6 ручных пулемётов)
- Дивизион штурмовых орудий:
  - 3 батареи штурмовых орудий
- Зенитный артиллерийский дивизион:
  - 1 моторизованный штабной взвод
  - 3 батареи, каждая из которых имеет:
    - 1 самоходная 20-мм секция (3 20-мм орудия)
    - 1 моторизованная тяжёлая зенитная секция (4 88-мм орудий)

  - 1 самоходная зенитная батарея (9 37-мм орудий)
- Батальон связи СС «Рейх»:
  - 1-я танковая телефонная рота (6 ручных пулемётов)
  - 2-я танковая радио рота (35 ручных пулемётов)
  - 1 лёгкая моторизованная колонна снабжения связи (4 ручных пулемёта)
- Инженерный батальон СС «Рейх»:
  - 2 моторизованные пионерские роты (каждая с 25 ручными пулемётами и 2 огнемётами)
  - 1 полугусеничная пионерская рота (40 ручных пулемётов и 6 огнемётов)
  - 1 моторизованная лёгкая инженерная колонна снабжения (2 ручных пулемёта)
  - 1 моторизованная мостовая колонна «B» (2 пулемёта)
- Противотанковый артиллерийский дивизион СС «Рейх»:
  - 1 моторизованная штабная секция
  - 1 моторизованный взвод связи
  - 1 самоходная противотанковая батарея (9 75-мм Pak и 6 ручных пулемётов)
  - 2 моторизованные противотанковые батареи (9 50-мм Pak 38 и 6 ручных пулемётов на каждую)
- Хозяйственная служба СС «Рейх»:
  - 1 моторизованная хлебопекарная рота (4 ручных пулемёта)
  - 1 моторизованная мясная рота (4 ручных пулемёта)
  - 1 моторизованная квартирмейстерская рота (4 ручных пулемёта)
- Медицинская служба СС «Рейх»:
  - 1-я моторизованная медицинская рота СС (4 ручных пулемёта)
  - 2-я моторизованная медицинская рота СС (4 ручных пулемёта)
  - 1-й моторизованный полевой госпиталь СС (3 ручных пулемёта)
  - 1-я санитарная рота СС (1 ручной пулемёт)
  - 2-я санитарная рота СС (1 ручной пулемёт)
  - 3-я санитарная рота СС (1 ручной пулемёт)
- Служба снабжения СС «Рейх»:
  - 9 моторизованных тяжёлых колонн снабжения СС (4 пулемёта на каждую)
  - 5 моторизованных тяжёлых рот снабжения ГСМ СС (4 пулемёта на каждую)
  - 1 моторизованная рота снабжения СС (4 ручных пулемёта)
  - 1 моторизованная рота технического обслуживания СС(4 пулемёта на каждого)
- Батальон технического обслуживания СС «Рейх»:
  - 3 моторизованные роты технического обслуживания (4 ручных пулемёта на каждую)
  - 1 моторизованная тяжёлая колонна снабжения (4 ручных пулемёта)
- Прочее: 
  - Моторизованная полевая почта СС
  - Моторизованная рота военной полиции СС[1]

### 1943 год
- 2-й танковый полк СС «Рейх» (SS-Panzer-Regiment 2 «Das Reich»)
- 3-й моторизованный полк СС «Дойчланд» (SS-Panzergrenadier-Regiment 3 «Deutschland»)
- 4-й моторизованный полк СС «Фюрер» (SS-Panzergrenadier-Regiment 4 «Der Führer»)
- Моторизованный полк «Лангемарк» (временно) (SS-Infanterie-Regiment (mot.) «Langemarck» (temporär))
- 2-й артиллерийский полк СС (SS-Panzer-Artillerie Regiment 2)
- 2-й зенитный артиллерийский дивизион СС (SS-Flak-Artillerie-Abteilung 2)
- 2-й дивизион штурмовых орудий СС (SS-Sturmgeschütz-Abteilung 2)
- 2-й реактивный артиллерийский дивизион СС (SS-Nebelwerfer-Abteilung 2)
- 2-й противотанковый артиллерийский дивизион СС (SS-Panzerjäger-Abteilung 2)
- 2-й разведывательный батальон СС (SS-Panzer-Aufklärungs-Abteilung 2)
- 2-й инженерный батальон СС (SS-Panzer-Pionier-Bataillon 2)
- 2-й батальон связи СС (SS-Panzer-Nachrichten-Abteilung 2)
- 2-й батальон снабжения СС (SS-Versorgungs-Einheiten 2)

### Состав 2-го танкового полка СС на август 1943
- Управление танкового полка (7 танков «Пантера»)
- 1-й танковый батальон
  - Штабная рота танкового батальона (7 танков «Пантера»)
  - 1—4-я танковые роты (2 штабных танка «Пантера» в каждой)
    - 3 взвода (каждый с 5 танками «Пантера»)
- 2-й танковый батальон
  - Штабная рота танкового батальона (7 танков Pz.Kpfw. IV)
  - 5—8-я танковые роты (2 штабных танка Pz.Kpfw. IV в каждой)
    - 3 взвода (каждый с 5 танками Pz.Kpfw. IV)
- Сапёрная рота (на полугусеничных автомобилях) (2 огнемёта & 18 ручных пулемётов)
- 1 рота технического обслуживания бронетехники[2]

## Командиры
Информация в этом разделе публикуется по источнику: Das Reich Division Commanders

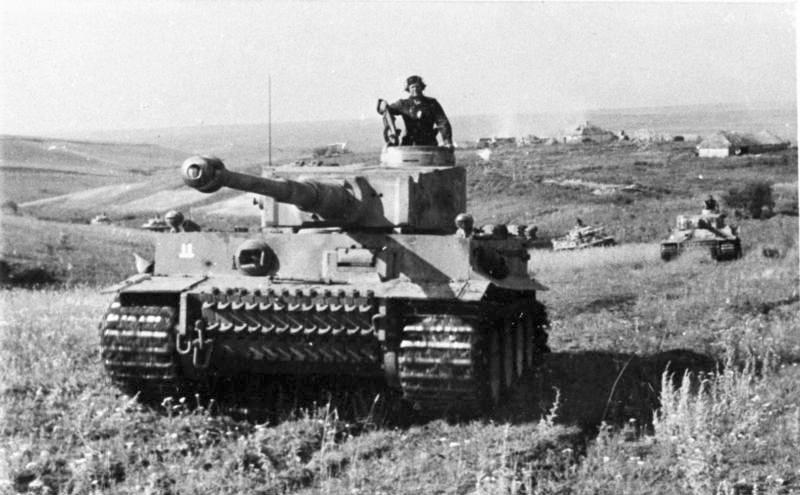
Танк дивизии (Pz Kpfw VI Ausf H «Tiger») под Курском. Июнь 1943 года. Принадлежность танка к данной части, а также период времени однозначно вытекают из характерной тактической эмблемы, нанесённой на лобовую броню

- группенфюрер Пауль Хауссер, 19 октября 1939 года — 14 октября 1941 года;
- бригадефюрер Вильгельм Биттрих, 14 октября 1941 года — 31 декабря 1941 года;
- штандартенфюрер Маттиас Кляйнхайстеркамп, 31 декабря 1941 года — 19 апреля 1942 года;
- группенфюрер Георг Кепплер, 19 апреля 1942 года — 10 февраля 1943 года;
- бригадефюрер Герберт-Эрнст Фаль, 10 февраля 1943 года — 18 марта 1943 года;
- оберфюрер Курт Бразак, 18 марта 1943 года — 29 марта 1943 года;
- группенфюрер Вальтер Крюгер, 29 марта 1943 года — 23 октября 1943 года;
- штандартенфюрер/оберфюрер Гейнц Ламмердинг, 23 октября 1943 года — 24 июля 1944 года;
- оберштурмбаннфюрер Кристиан Тихсен, 24 июля 1944 года — 28 июля 1944 года
- штандертенфюрер/оберфюрер Отто Баум, 28 июля 1944 года — 23 октября 1944 года
- бригадефюрер Гейнц Ламмердинг, 23 октября 1944 года — 20 января 1945 года
- штандартенфюрер Карл Кройц, 20 января 1945 года — 29 января 1945 года
- группенфюрер Вернер Остендорф, 20 января 1945 года — 9 марта 1945 года
- штандартенфюрер Рудольф Леман, 9 марта 1945 года — 13 апреля 1945 года
- штандартенфюрер Карл Кройц, 13 апреля 1945 года — 8 мая 1945 года

## Награждённые Рыцарским крестом Железного креста

### Рыцарский Крест Железного креста (72)
- Георг Кепплер — 15 августа 1940 — оберфюрер СС, командир полка СС «Фюрер»
- Феликс Штайнер — 15 августа 1940 — оберфюрер СС, командир моторизованного полка СС «Дойчланд»
- Фриц Витт — 4 сентября 1940 — штурмбаннфюрер СС, командир 1-го батальона моторизованного полка СС «Дойчланд»
- Людвиг Кепплингер — 4 сентября 1940 — гауптшарфюрер СС, командир взвода и ударной группы 11-й роты полка СС «Фюрер»
- Фриц Фогт — 4 сентября 1940 — оберштурмфюрер СС, командир взвода 2-й роты разведывательного батальона дивизии усиления СС
- Фриц Клингенберг — 14 мая 1941 — гауптштурмфюрер СС, командир 2-й роты мотоциклетного батальона дивизии СС «Рейх»
- Пауль Хауссер — 8 августа 1941 — группенфюрер СС и генерал-лейтенант войск СС, командир дивизии СС «Рейх»
- Эрих Росснер — 25 августа 1941 — унтершарфюрер СС, командир орудия 2-й роты противотанкового батальона «Рейх»
- Вернер Остендорф — 13 сентября 1941 — штурмбаннфюрер СС, начальник оперативного отдела штаба дивизии СС «Рейх»
- Фриц Рентроп — 13 октября 1941 — оберштурмфюрер СС, командир 2-й батареи зенитного батальона дивизии СС «Рейх»
- Вильгельм Биттрих — 14 декабря 1941 — оберфюрер СС, командир пехотного полка СС «Дойчланд»
- Отто Кумм — 16 февраля 1942 — оберштурмбаннфюрер СС, командир моторизованного полка СС «Фюрер»
- Маттиас Кляйнхайстеркамп — 31 марта 1942 — бригадефюрер СС и генерал-майор войск СС, командир дивизии СС «Рейх»
- Карл-Хайнц Вортманн — 31 марта 1943 — гауптшарфюрер СС, командир взвода 6-й роты 2-го танкового полка СС
- Кристиан Тихсен — 31 марта 1943 — штурмбаннфюрер СС, командир 2-го батальона 2-го танкового полка СС
- Герберт-Эрнст Фаль — 31 марта 1943 — оберфюрер СС, командир моторизованной дивизии СС «Рейх»
- Хайнц Хармель — 31 марта 1943 — оберштурмбаннфюрер СС, командир моторизованного полка СС «Дойчланд»
- Хайнц Махер — 3 апреля 1943 — унтерштурмфюрер СС, командир 16-й (саперной) роты моторизованного полка СС «Дойчланд»
- Ганс Вайсс — 6 апреля 1943 — гауптштурмфюрер СС, командир 2-го разведывательного батальона СС
- Винценц Кайзер — 6 апреля 1943 — гауптштурмфюрер СС, командир 3-го батальона моторизованного полка СС «Фюрер»
- Сильвестр Штадлер — 6 апреля 1943 — штурмбаннфюрер СС, командир 2-го батальона моторизованного полка СС «Фюрер»
- Якоб Фик — 23 апреля 1943 — штурмбаннфюрер СС, командир 1-го (мотоциклетного) батальона стрелкового полка СС «Лангемарк»
- Карл Клосковски — 11 июля 1943 — гауптшарфюрер СС, командир взвода 4-й роты 2-го танкового полка СС
- Алоиз Вебер — 30 июля 1943 — гауптшарфюрер СС, командир взвода 16-й (саперной) роты моторизованного полка СС «Дойчланд»
- Гюнтер-Эберхард Вислицени — 30 июля 1943 — штурмбаннфюрер СС, командир 3-го батальона моторизованного полка СС «Дойчланд»
- Хельмут Шрайбер — 30 июля 1943 — гауптштурмфюрер СС, командир 10-й роты моторизованного полка СС «Дойчланд»
- Симон Грашер — 14 августа 1943 — унтершарфюрер СС, командир подразделения взвода 9-й роты моторизованного полка СС «Фюрер»
- Вальтер Книп — 14 августа 1943 — штурмбаннфюрер СС, командир 2-го штурмового артиллерийского дивизиона СС
- Иоганн Талер — 14 августа 1943 — унтершарфюрер СС, механик-водитель танка 6-й роты 2-го танкового полка СС
- Вилли Гриме — 17 сентября 1943 — оберштурмфюрер резерва СС, командир 4-й роты моторизованного полка СС «Фюрер»
- Йозеф Лайнер — 8 октября 1943 — обершарфюрер СС, командир взвода 1-й роты моторизованного полка СС «Фюрер»
- Дитер Кестен — 12 ноября 1943 — гауптштурмфюрер СС, командир 6-й роты 2-го танкового полка СС
- Зигфрид Бросов — 13 ноября 1943 — гауптштурмфюрер СС, командир 1-й роты 2-го сапёрного батальона СС
- Альбин Фрайхерр фон Райценштайн — 13 ноября 1943 — оберштурмбаннфюрер СС, командир 2-го танкового полка СС
- Вольфганг Рёдер — 1 декабря 1943 — оберштурмфюрер резерва СС, командир 3-й батареи 2-го штурмового артиллерийского дивизиона СС
- Альфред Зиглинг — 2 декабря 1943 — обершарфюрер СС, командир разведывательного патруля 1-й роты 2-го разведывательного батальона СС
- Гельмут Кемпфе — 10 декабря 1943 — штурмбаннфюрер резерва СС, командир 3-го батальона 4-го моторизованного полка СС «Фюрер»
- Альфред Лекс — 10 декабря 1943 — гауптштурмфюрер резерва СС, командир 1-го батальона 4-го моторизованного полка СС «Фюрер»
- Фридрих Хольцер — 10 декабря 1943 — гауптштурмфюрер СС, командир 1-й роты 2-го танкового полка СС
- Карл-Хайнц Бошка — 16 декабря 1943 — оберштурмфюрер СС, адъютант 2-го батальона 2-го танкового полка СС
- Вилли Зимке — 16 декабря 1943 — гауптшарфюрер СС, командир взвода 5-й роты 2-го танкового полка СС
- Герберт Шульце — 16 декабря 1943 — штурмбаннфюрер СС, командир 2-го батальона 4-го моторизованного полка СС «Фюрер»
- Генрих Шмельцер — 12 марта 1944 — оберштурмфюрер резерва СС, командир 16-й (саперной) роты 4-го моторизованного полка СС «Фюрер»
- Гейнц Ламмердинг — 11 апреля 1944 — оберфюрер СС, командир боевой танковой группы «Рейх»
- Отто Вайдингер — 21 апреля 1944 — штурмбаннфюрер СС, командир 2-го разведывательного батальона СС
- Ганс Эккерт — 4 мая 1944 — оберштурмфюрер резерва СС, командир 2-го батальона 3-го моторизованного полка СС «Дойчланд»
- Вольфганг Гаст — 4 июня 1944 — оберштурмфюрер СС, командир 1-го дивизиона 2-го артиллерийского полка СС
- Карл Мюлек — 4 июня 1944 — унтерштурмфюрер СС, командир взвода 2-й роты 2-го танкового полка СС
- Иоахим Крюгер — 26 июня 1944 — унтерштурмфюрер СС, командир10-й роты 4-го моторизованного полка СС «Фюрер»
- Хайнц Вернер — 23 августа 1944 — гауптштурмфюрер СС, командир 3-го батальона 4-го моторизованного полка СС «Фюрер»
- Франц Громанн — 23 августа 1944 — оберштурмфюрер СС, командир 1-й роты 3-го моторизованного полка СС «Дойчланд»
- Адольф Рееб — 23 августа 1944 — унтерштурмфюрер СС, командир взвода 7-й роты 2-го танкового полка СС
- Адольф Рюд — 23 августа 1944 — обершарфюрер СС, командир взвода штабной роты 3-го моторизованного полка СС «Дойчланд»
- Рудольф Энзелинг — 23 августа 1944 — штурмбаннфюрер СС, командир 1-го батальона 2-го танкового полка СС
- Эрнст Баркманн — 27 августа 1944 — унтершарфюрер СС, командир танка 4-й роты 2-го танкового полка СС
- Карл Кройц — 27 августа 1944 — штандартенфюрер СС, командир 2-го артиллерийского полка СС
- Фриц Ланганке — 27 августа 1944 — штандартеноберюнкер СС, командир взвода 2-й роты 2-го танкового полка СС
- Ганс Шабшнайдер — 27 августа 1944 — унтершарфюрер СС, командир подразделения боепитания 4-й батареи 2-го артиллерийского полка СС
- Адольф Пайхль — 16 октября 1944 — гауптшарфюрер СС, командир взвода 12-й роты 4-го моторизованного полка СС «Фюрер»
- Эрнст-Август Краг — 23 октября 1944 — штурмбаннфюрер СС, командир 2-го разведывательного батальона СС
- Франц Фраушер — 31 декабря 1944 — гауптшарфюрер СС, командир взвода 4-й роты 2-го танкового полка СС
- Хорст Гресиак — 25 января 1945 — оберштурмфюрер СС, командир 7-й роты 2-го танкового полка СС
- Иоганн Файт — 14 февраля 1945 — оберштурмфюрер СС, командир 3-й роты 2-го танкового полка СС
- Генрих Бастиан — 6 мая 1945 — оберштурмфюрер СС, командир 2-го батальона 3-го моторизованного полка СС «Дойчланд» (награждение не подтверждено)
- Гебхард — 6 мая 1945 — обершарфюрер СС, командир взвода 2-й роты 2-го сапёрного батальона СС (награждение не подтверждено)
- Франц-Йозеф Драйке — 6 мая 1945 — гауптштурмфюрер резерва СС, командир 2-го зенитного батальона СС (награждение не подтверждено)
- Эмиль Зайбольд — 6 мая 1945 — гауптшарфюрер СС, командир взвода 8-й роты 2-го танкового полка СС (награждение не подтверждено)
- Альфред Кох — 6 мая 1945 — оберштурмфюрер СС, командир 6-й роты 3-го моторизованного полка СС «Дойчланд» (награждение не подтверждено)
- Гюнтер Ланге — 6 мая 1945 — штурмманн СС, командир отделения 16-й (саперной) роты 4-го моторизованного полка СС «Фюрер» (награждение не подтверждено)
- Вальтер Маттуш — 6 мая 1945 — гауптштурмфюрер СС, командир 2-го батальона 3-го моторизованного полка СС «Дойчланд» (награждение не подтверждено)
- Фриц Рифлин — 6 мая 1945 — оберштурмфюрер СС, командир 2-й роты 2-го сапёрного батальона СС (награждение не подтверждено)
- Ганс Хаузер — 6 мая 1945 — штурмбаннфюрер СС и майор полиции, командир 1-го батальона 4-го моторизованного полка СС «Фюрер» (награждение не подтверждено)

### Рыцарский Крест Железного креста с Дубовыми листьями (15)
- Отто Кумм (№ 221) — 6 апреля 1943 — оберштурмбаннфюрер СС, командир моторизованного полка СС «Фюрер»
- Вальтер Крюгер (№ 286) — 31 августа 1943 — группенфюрер СС и генерал-лейтенант войск СС, командир моторизованной дивизии СС «Рейх»
- Хайнц Хармель (№ 296) — 7 сентября 1943 — штандартенфюрер СС, командир моторизованного полка СС «Дойчланд»
- Сильвестр Штадлер (№ 303) — 16 сентября 1943 — оберштурмбаннфюрер СС, командир моторизованного полка СС «Фюрер»
- Кристиан Тихсен (№ 353) — 10 декабря 1943 — штурмбаннфюрер СС, командир 2-го батальона 2-го танкового полка СС
- Карл Клосковски (№ 546) — 11 августа 1944 — оберштурмфюрер СС, командир 7-й роты 2-го танкового полка СС
- Хайнц Махер (№ 554) — 19 августа 1944 — оберштурмфюрер СС, командир 16-й (саперной) роты 3-го моторизованного полка СС «Дойчланд»
- Гюнтер-Эберхард Вислицени (№ 687) — 26 декабря 1944 — оберштурмбаннфюрер СС, командир 3-го моторизованного полка СС «Дойчланд»
- Отто Вайдингер (№ 688) — 26 декабря 1944 — оберштурмбаннфюрер СС, командир 4-го моторизованного полка СС «Фюрер»
- Эрнст-Август Краг (№ 755) — 28 февраля 1945 — штурмбаннфюрер СС, командир 2-го разведывательного батальона СС
- Генрих Шмельцер (№ 756) — 28 февраля 1945 — гауптштурмфюрер резерва СС, командир 1-й роты 2-го сапёрного батальона СС
- Вернер Остендорф (№ 861) — 6 мая 1945 — группенфюрер СС и генерал-лейтенант войск СС, командир 2-й танковой дивизии СС (награждение не подтверждено)
- Рудольф Леман (№ 862) — 6 мая 1945 — штандартенфюрер СС, командир 2-й танковой дивизии СС (награждение не подтверждено)
- Карл Кройц (№ 863) — 6 мая 1945 — штандартенфюрер СС, командир 2-го артиллерийского полка СС (награждение не подтверждено)
- Хайнц Вернер (№ 864) — 6 мая 1945 — штурмбаннфюрер СС, командир 3-го батальона 4-го моторизованного полка СС «Фюрер» (награждение не подтверждено)

### Рыцарский Крест Железного креста с Дубовыми листьями и Мечами (3)
- Отто Баум (№ 95) — 2 сентября 1944 — штандартенфюрер СС, командир 2-й танковой дивизии СС
- Отто Вайдингер (№ 150) — 6 мая 1945 — оберштурмбаннфюрер СС, командир 4-го моторизованного полка СС «Фюрер» (награждение не подтверждено)
- Гюнтер-Эберхард Вислицени (№ 151) — 6 мая 1945 — оберштурмбаннфюрер СС, командир 3-го моторизованного полка СС «Дойчланд» (награждение не подтверждено)

## Фильмография
- Дивизия СС «Дас Райх» : Кровавый след через Францию — док. фильм, рус. перевод, субтитры. Оригинал: «Das Reich», une division SS en France; режиссёр: Микаэль Празан[фр.]; продюсер: Arte France, Nilaya Production; сценаристы: Christiane Ratiney, Michaël Prazan; 2014.